# Sender Bingen
Der Sender Bingen ist eine Sendeanlage (kurz Sender) für Hörfunk, die sich auf dem 242 Meter hohen Rochusberg, der höchsten Erhebung der Stadt Bingen am Rhein, befindet. Der Sendestandort befindet sich zwar in Rheinland-Pfalz, versorgt aber primär das hessische Rheingau zwischen Bingen und Wiesbaden mit Hörfunkprogrammen.

## Frequenzen und Programme

### Analoger Hörfunk (UKW)
Zurzeit gibt es auf dem Turm folgende analoge Hörfunksender:
| Frequenz (MHz) | Programm                                         | RDS PS            | RDS PI                | Regionalisierung | ERP (kW) | Richtcharakteristik rund (ND)/gerichtet (D) | Polarisation horizontal (H)/vertikal (V) |
| -------------- | ------------------------------------------------ | ----------------- | --------------------- | ---------------- | -------- | ------------------------------------------- | ---------------------------------------- |
| 91,1           | hr3                                              | __hr3___          | D363                  | –                | 0,32     | D (20–60°)                                  | H                                        |
| 92,3           | You FM                                           | _YOU_FM_          | D366                  | –                | 0,32     | D (20–60°)                                  | H                                        |
| 98,0           | bis 18. Januar 2017: DLF (zurzeit außer Betrieb) | __Dlf___          | D210                  | –                | 0,32     | D (0–40°)                                   | H                                        |
| 101,8          | harmony.fm                                       | harmony_          | 1364                  | –                | 0,32     | D (20–60°)                                  | H                                        |
| 103,4          | Klassik Radio                                    | KLASSIK_          | D75B                  | Hessen           | 0,2      | D (20–60°)                                  | H                                        |
| 106,3          | Deutschlandradio Kultur                          | Dlf_Kult          | D220                  | –                | 0,2      | D (20–60°)                                  | H                                        |
| 106,9          | Hit Radio FFH                                    | _FFH-WI_ __FFH___ | D968 (regional), D368 | Wiesbaden        | 0,32     | D (20–60°)                                  | H                                        |

Hinweis zum Programm des Deutschlandfunk (DLF): Am 19. Januar 2017 fand ein Programmtausch zwischen dem DLF und dem AFN Wiesbaden statt. Seitdem wird AFNEAGLE vom Sender Mainz-Kastel gesendet. Dafür bekam der DLF die leistungsstarke Frequenz 98,7 MHz am hr-Rohrmast auf dem hessischen Großen Feldberg zugeteilt. Daraufhin schaltete der DLF die Füllsender, die einige Städte im Rhein-Main-Gebiet versorgten ab.

### Analoges Fernsehen (PAL)
Vor der Umstellung auf DVB-T diente der Sendestandort für analoges Fernsehen:
| Kanal | Frequenz (MHz) | Programm                      | ERP (kW) | Richtcharakteristik rund (ND)/ gerichtet (D) | Polarisation horizontal (H)/ vertikal (V) |
| ----- | -------------- | ----------------------------- | -------- | -------------------------------------------- | ----------------------------------------- |
| 26    | 511,25         | ZDF                           | 0,06     | D (20–110°)                                  | H                                         |
| 36    | 591,25         | Das Erste (SWR)               | 0,065    | D (100–120°)                                 | H                                         |
| 38    | 607,25         | Das Erste (hr)                | 0,05     | D (20–60°)                                   | H                                         |
| 40    | 623,25         | hr-fernsehen                  | 0,048    | D (10–60°)                                   | H                                         |
| 57    | 759,25         | SWR Fernsehen Rheinland-Pfalz | 0,26     | D (20–200°)                                  | H                                         |